# Moja Republika
Moja Republika (em servo-croata:  Моја Република/Moja Republika, em português: Minha República) é o hino regional da Republika Srpska, uma das duas entidades da Bósnia e Herzegovina. Foi escrito e composto por Mladen Matović e substituiu o hino regional anterior " Bože pravde ", declarado inconstitucional pelo Tribunal Constitucional da Bósnia e Herzegovina em 2006.

## História
Durante o processo de seleção para um novo hino regional em 2008, o compositor do nacional de hinos da Bósnia, Dušan Šestić, juntamente com o colega músico bósnio Benjamin Isovic, enviou uma entrada chamada "Мајко земљо" (em português: Mãe Terra) como candidato, embora, no final, não tenha sido escolhido.
Em 16 de julho de 2008, "Moja Republika" substituiu o hino regional anterior " Bože pravde ", declarado inconstitucional  em 2006.